# Bristol Cars
Bristol Cars — бывший британский производитель легковых автомобилей класса люкс. Штаб-квартира располагалась в городе Патчвэй (Patchway), близ Бристоля, Великобритания. Все автомобили марки собирались преимущественно вручную и в очень небольших количествах. Последние официальные отчёты о производстве датируются 1982 годом, когда было выпущено 104 автомобиля.
В отличие от многих других производителей, Bristol имел только один собственный выставочный зал на Кенсингтон-Хай-стрит (Kensington High Street) в Лондоне. Несмотря на это, продукция компании пользуется определённым успехом у ограниченного круга покупателей.
Производство было приостановлено в марте 2011 года, когда произошло назначение новой администрации и увольнение 22 сотрудников. В апреле того же года Bristol Cars была приобретена Kamkorp Group.

## История

### Основание

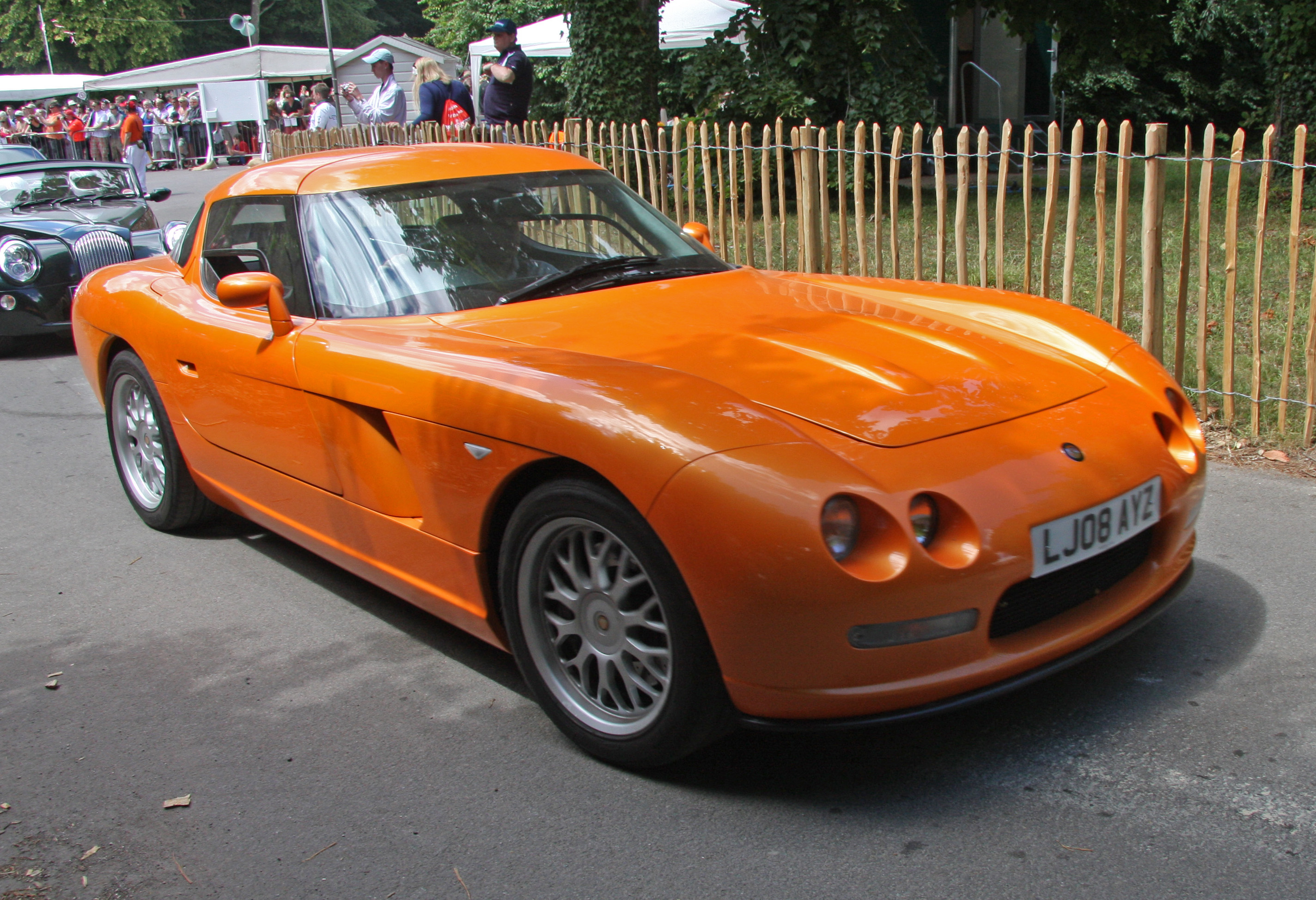
Bristol Fighter, 2004

История автомобильной марки Bristol начинается в 1945 году, сразу же после окончания Второй мировой войны, когда руководство британской авиастроительной компании Bristol Aeroplane Company (BAC) принимает решение о создании автомобильного производства совместно с AFN Ltd и Frazer Nash.
В июле 1945 года основано самостоятельное подразделение — Bristol Cars. Контрольный пакет акций этого предприятия оказался у AFN Ltd. Завод располагался близ аэропорта Филтон.

### Довоенные разработки BMW
В 1945 году глава Bristol Aeroplane Company Элдингтон (HJ Aldington) посетил заводы BMW в Мюнхене и вывез оттуда документацию довоенных наработок BMW; кроме того, также был задействован главный инженер BMW — д-р. Фритц Фидлер (Dr. Fritz Fiedler).
Первым автомобилем новой компании стал Bristol 400, прототип которого был изготовлен в 1946 году, а широкой публике он был представлен на Женевском автосалоне 1947 года. Двигатель и шасси этого автомобиля были заимствованы от довоенного BMW 326, а кузов — от BMW 327. Сохранилась даже характерная двойная радиаторная решётка BMW. Однако Bristol провёл значительную работу над улучшением управляемости автомобиля. Всего выпущено 700 экземпляров Bristol 400, из них 17 с кузовом кабриолет от итальянского кузовного ателье Pininfarina.
В 1949 году добавились модели 401 (купе) и 402 (кабриолет) с «аэродинамическими» кузовами от Carrozzeria Touring.
В 1953 году добавлена модель 403, отличавшаяся улучшенными тормозами, коробкой передач, амортизаторами, отопителем и двигателем. В это же году выпущен прототип гоночной машины под индексом 450, а также модели 404 и 405 (единственная четырёхдверная модель Bristol). До 1958 года произведено 297 седанов и 43 купе.
Модель 406 дебютировала в 1958 году и оставалась в производстве до 1961 года. Её преемник, модель 407, получила 5,2 литровый V8-двигатель производства Chrysler of Canada.
В 1963 году последовала модель 408, которую в 1965 году сменила модель 409 .
Введённая в 1966 году модель 410 ознаменовала возвращение к высокопроизводительным двигателям. В это же период Bristol собирает не более трёх машин в неделю, в целях улучшения качества.
В 1969 году представлена модель 411 с 6,2-литровым V8-двигателем Chrysler, ставшая самой мощной машиной компании.

### Двигатели
До 1961 года все автомобили Bristol имели хорошо зарекомендовавшими себя 6-цилиндровыми моторами BMW, которыми также оснащались большинство послевоенных Frazer Nash (за исключением нескольких прототипов), некоторые AC и Lotus, а также спортивные Mini Cooper.
Начиная с 1961 года, все автомобили Bristol, включая модели Blenheim и Fighter, стали оснащаться большими V8-моторами Chrysler, более подходящими для тяжёлых машин.

### Банкротство

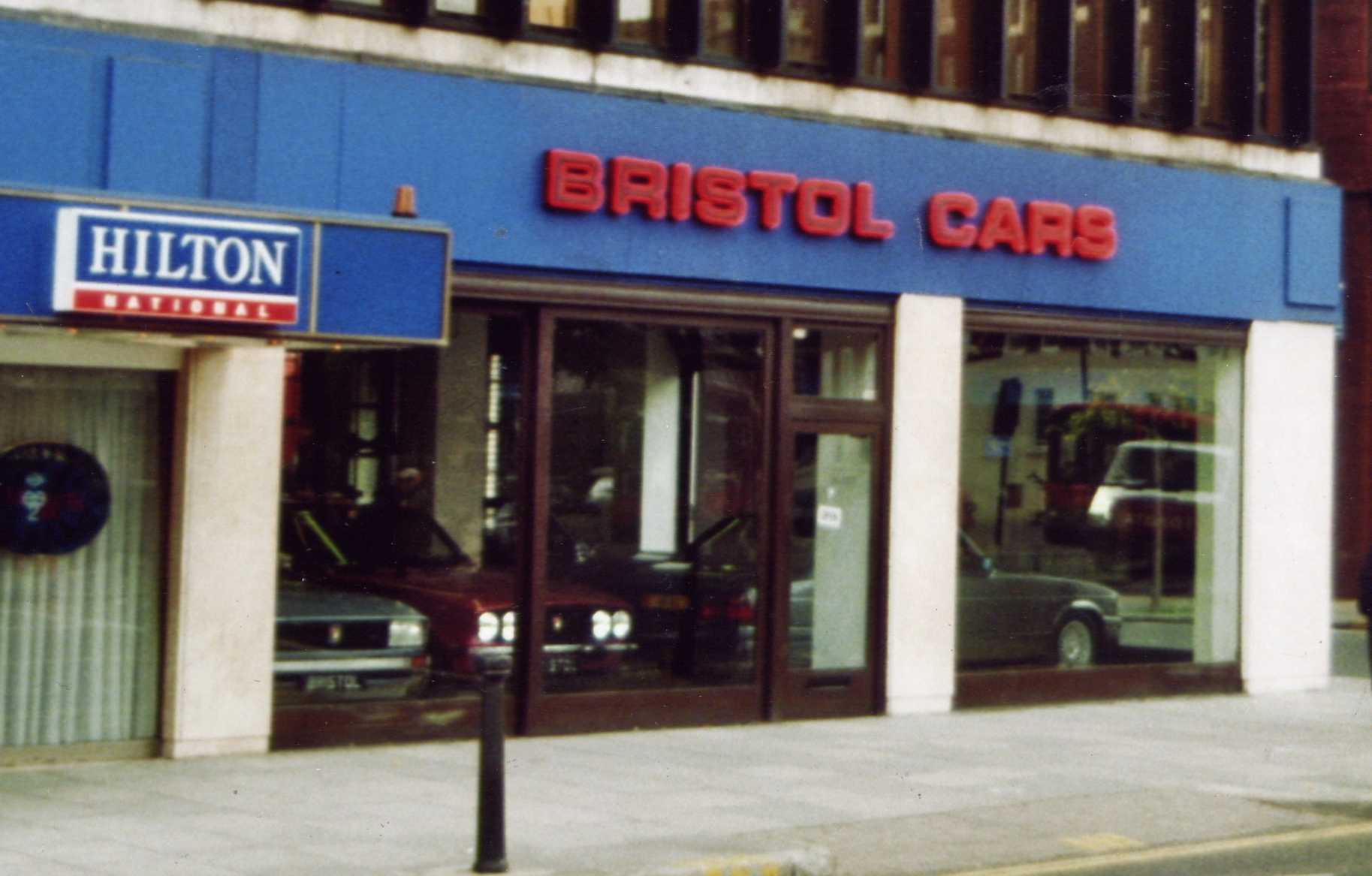
Выставочный зал Bristol в Лондоне

3 марта 2011 года было объявлено о банкротстве компании и немедленном сокращении 22 рабочих мест. В итоге компания была приобретена Kamkorp Group.

## Список моделей

### Автомобили с двигателем BMW
- Type 400 (1946—1950)
- Type 401 (1948—1953)
- Type 402 (1949—1950)
- Type 403 (1953—1955)
- Type 404 (1953—1955)

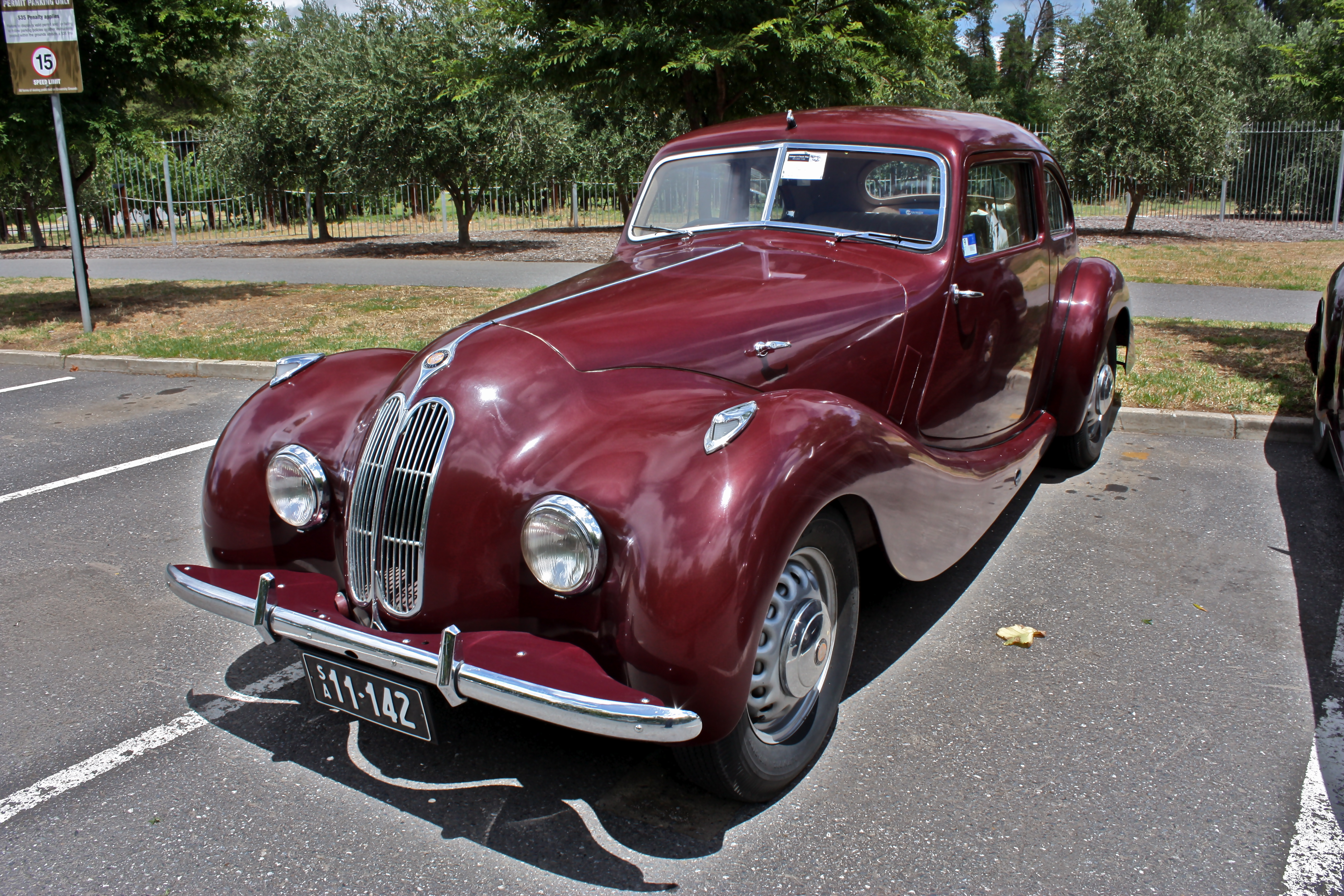
Bristol 400, 1946—1950

- Type 404X Arnolt Bristol (1954—1958)
- Type 405 (1954—1958)
- Type 406 (1958—1961)
- Type 450 (1953—1955)

### Автомобили с двигателем Chrysler
- Type 407 (1961—1963)
- Type 408 (1963—1965)
- Type 409 (1965—1967)
- Type 410 (1967—1969)
- Type 411 (1969—1976)
- Type 412/Beaufighter (1975—1993)
  - Beaufort
- Type 603 (1976—1982)
  - Britannia/Brigand (1982—1993)
- Blenheim (1993-наст. время)
  - Blenheim 2
  - Blenheim 3, 3S and 3G
  - Blenheim 4
- Series 6 (2000-наст. время)
- Blenheim Roadster/Speedster (2003-наст. время)
- Fighter (2004-наст. время)